# Ignaz Lachner
Ignaz Lachner (Rain, (Baviera), 11 de setembre de 1807 – Hannover, 24 de febrer de 1895) era germà de Franz, Vinzenz i Theodor; fou un director d'orquestra i compositor alemany.
Els seus pares el destinaven al magisteri, però ensems que les humanitats estudià el piano, l'orgue i el violí, i quan va complir els catorze anys adoptà la resolució de dedicar-se exclusivament a la músic i perfeccionà els seus estudis sota la direcció del seu germà Franz. Successivament fou, organista de l'església reformada de Viena càrrec en que el succeí el seu germà Vinzenz, violinista de l'Òpera Imperial, director de la música del rei de Wurtemberg Guillem I (1831), director de l'Orquestra de Múnic (1836), Hamburg (1853), Estocolm (1858), i Frankfurt (1861), fins que el 1875 se celebrà el 50 aniversari de la seva carrera coma director d'orquestra, retirant-se llavors a la vida privada.
Va escriure les òperes:
- Der Geisterturm (1837);
- Die Regenbruder (1839);
- Loreley (1846);

Una simfonia, obertures, interludis, quintets, quartets, sonates per a piano, lieder amb acompanyament de piano, concerts i altres composicions.